# Snooker Shoot Out 2019
Snooker Shoot-Out 2019 – czternasty rankingowy turniej snookerowy w sezonie 2018/2019. Odbył się w dniach 21 – 24 lutego 2019 roku w Watford Colosseum w Watford.
Michael Georgiou, który wygrał poprzednią edycję turnieju Shoot Out, przegrał w drugiej rundzie z Li Hangiem 28-45.

## Nagrody finansowe
Zwycięzca: £32 000

Finalista: £16 000

Półfinał: £8 000

Ćwierćfinał: £4 000

Ostatnia 16: £2 000

Ostatnia 32: £1 000

Ostatnia 64: £500

Ostatnia 128: £250
Najwyższy break: £2 000
Łączna pula nagród: £146 000

## Wyniki turnieju

### Runda 1
21 lutego – 14:00

- Peter Ebdon 37-67  Michael Georgiou
- Ashley Carty 20-68  Steven Hallworth
- Ricky Walden 136-1  Liam Davies
- Ashley Hugill 19-67  Allister Carter
- Michael Judge 8-61  Tom Ford
- Ben Mertens 60-59  James Wattana
- Kurt Maflin 77-26  Lee Walker
- Ken Doherty 80-26  Adam Stefanów
- Zhao Xintong 59-2  Joe O’Connor
- Chen Feilong 58-34  Lu Ning
- Sean O’Sullivan 0-63  Jamie Clarke
- Joe Perry 49-69  Rory McLeod
- Craig Steadman 36-18  Jordan Brown
- Joe Swail 62-1  Kuldesh Johal
- Luke Simmonds 73-15  Zhang Yong
- Alfred Burden w/d-w/o  Thor Chuan Leong

21 lutego – 20:00

- Ian Burns 62-63  Kyren Wilson
- Xu Si 1-49  Billy Joe Castle
- Noppon Saengkham 5-34  Daniel Wells
- Harvey Chandler 39-73  Gary Wilson
- Zhang Jiankang 1-72  Jimmy Robertson
- Simon Lichtenberg 7-68  Barry Hawkins
- Elliot Slessor 41-7  Duane Jones
- Chris Wakelin 23-50  Oliver Lines
- Lukas Kleckers 64-0  Jamie O’Neill
- James Cahill 0-122  Mei Xiwen
- Chris Totten 21-48  Mitchell Mann
- Andrew Higginson 19-74  Michael White
- Sanderson Lam 37-55  Alan McManus
- Akani Songsermsawad 94-0  Lü Haotian
- Tian Pengfei 88-52  Andy Lee
- Reanne Evans 26-54  Jimmy White

22 lutego – 14:00

- Matthew Stevens 0-84  Stuart Bingham
- Fan Zhengyi 2-23  Hamza Akbar
- Jak Jones 78-13  Liam Graham
- Joel Walker 68-15  Li Yuan
- Hammad Miah 18-70  Zhang Anda
- Stephen Bateman 36-30  Mark Davis
- Robbie Williams 18-24  Ryan Davies
- Ben Hancorn 21-67  Peter Lines
- Peter Devlin 35-16  Ross Muir
- Adam Duffy 27-19  Mark Joyce
- Alexander Ursenbacher 16-57  Andy Hicks
- Ben Woollaston 41-28  Sam Craigie
- Zhou Yuelong 0-64  Michael Holt
- Yuan Sijun 18-57  Dominic Dale
- Anthony Hamilton 0-95  David Gilbert
- Graeme Dott 69-22  Martin O’Donnell

22 lutego – 20:00

- Luca Brecel 75-11  Farakh Ajaib
- Yan Bingtao 54-55  Kishan Hirani
- Emma Parker 17-61  Laxman Rawat
- Shaun Murphy 52-12  Mark King
- Thepchaiya Un-Nooh 85-6  Robert Milkins
- Li Hang 33-19  Fergal O’Brien
- Anthony McGill 20-56  Barry Pinches
- Gerard Greene 35-66  Matthew Selt
- Martin Gould 100-7  Liam Highfield
- John Astley 82-14  Brandon Sargeant
- Luo Honghao 12-35  Mike Dunn
- Scott Donaldson 18-58  Allan Taylor
- Stuart Carrington 0-65  Hossein Vafaei
- Xiao Guodong 49-7  Paul Davison
- Chen Zifan 16-110  Sam Baird
- Rod Lawler 63-28  Nigel Bond

### Runda 2
23 lutego – 14:00

- Ricky Walden 0-137  Luca Brecel
- Ryan Davies 37-12  Ben Mertens
- Luke Simmonds 25-10  Hamza Akbar
- Thepchaiya Un-Nooh 39-28  Mei Xiwen
- Akani Songsermsawad 62-25  Billy Joe Castle
- Kurt Maflin 1-74  Gary Wilson
- Dominic Dale 60-16  Thor Chuan Leong
- Peter Devlin 9-36  Rory McLeod
- Kyren Wilson 41-18  Elliot Slessor
- Jamie Clarke 34-21  Mitchell Mann
- Daniel Wells 46-17  Craig Steadman
- John Astley 18-32  Jimmy White
- Joe Swail 8-42  Mike Dunn
- Steven Hallworth 120-8  Tom Ford
- Kishan Hirani 11-101  Laxman Rawat
- Adam Duffy 38-25  David Gilbert

23 lutego – 20:00

- Shaun Murphy 22-72  Stuart Bingham
- Matthew Selt 6-51  Tian Pengfei
- Ben Woollaston 43-51  Barry Pinches
- Allister Carter 13-61  Zhao Xintong
- Hossein Vafaei 34-47  Allan Taylor
- Michael White 51-23  Joel Walker
- Oliver Lines 31-6  Martin Gould
- Alan McManus 43-33  Jimmy Robertson
- Xiao Guodong 22-61  Graeme Dott
- Rod Lawler 52-24  Chen Feilong
- Peter Lines 13-17  Jak Jones
- Li Hang 45-28  Michael Georgiou
- Stephen Bateman 13-42  Sam Baird
- Andy Hicks 37-41  Michael Holt
- Ken Doherty 26-71  Lukas Kleckers
- Zhang Anda 75-0  Barry Hawkins

### Runda 3
24 lutego – 14:00

- Stuart Bingham 68-5  Kyren Wilson
- Daniel Wells 62-0  Luke Simmonds
- Jimmy White 18-65  Rory McLeod
- Jamie Clarke 54-0  Oliver Lines
- Li Hang 14-10  Lukas Kleckers
- Adam Duffy 29-12  Alan McManus
- Ryan Davies 10-7  Akani Songsermsawad
- Zhao Xintong 26-27  Luca Brecel
- Laxman Rawat 6-55  Sam Baird
- Michael White 29-2  Jak Jones
- Barry Pinches 5-15  Michael Holt
- Dominic Dale 60-39  Allan Taylor
- Gary Wilson 8-81  Steven Hallworth
- Thepchaiya Un-Nooh 74-33  Mike Dunn
- Zhang Anda 21-32  Tian Pengfei
- Rod Lawler 22-2  Graeme Dott

### Runda 4
24 lutego – 20:00

- Luca Brecel 29-47  Michael White
- Michael Holt 37-7  Ryan Davies
- Adam Duffy 9-54  Sam Baird
- Jamie Clarke 36-32  Steven Hallworth
- Tian Pengfei 38-40  Li Hang
- Rory McLeod 15-58  Thepchaiya Un-Nooh
- Daniel Wells 0-74  Rod Lawler
- Dominic Dale 16-86  Stuart Bingham

### Ćwierćfinały
24 lutego – 21:15

- Thepchaiya Un-Nooh 97-3  Stuart Bingham
- Li Hang 20-55  Michael Holt
- Rod Lawler 4-58  Jamie Clarke
- Michael White 53-13  Sam Baird

### Półfinały
24 lutego – 23:00
- Thepchaiya Un-Nooh 139-0  Jamie Clarke
- Michael White 21-56  Michael Holt

### Finał
24 lutego – 23:45
- Thepchaiya Un-Nooh 74-0  Michael Holt

## Breaki stupunktowe fazy głównej turnieju
- 139  Thepchaiya Un-Nooh
- 133  Luca Brecel
- 132  Ricky Walden
- 100  Martin Gould